# 光枝米碎花
光枝米碎花（学名：Eurya chinensis var. glabra）为山茶科柃木属下的一个变种。

## 扩展阅读
- 維基物種上的相關：光枝米碎花